# محطة قطار مقرة
محطة مقرة هي محطة قطار جزائرية تقع في بلدية ماكرة ، ولاية المسيلة .

## موقع في السكك الحديدية
تقع المحطة على ارتفاع 495 م ، عند نقطة الكيلومتر (PK) 88,5 من الخط الممتد من عين التوتة إلى المسيلة، حيث تسبقها محطة أولاد عمار وتليها محطة برهوم .

## خدمة الركاب

### خدمة
في عام 2023، لم يتم وضع المحطة في الخدمة من قبل قطارات شركة النقل بالسكك الحديدية الوطنية .

## أنظر أيضا

### مَقالات ذات صلة
- خط من عين التوتة إلى مسيلة
- قائمة محطات القطارات في الجزائر

### رَابط خارجي
- "SNTF". Société nationale des transports ferroviaires (SNTF). مؤرشف من الأصل في 2025-06-02..